# Th-Laut
Mit th-Laut (englisch tee-aitch [tiː eɪtʃ]) werden umgangssprachlich die dentalen Frikative, d. h. an den Zähnen gebildeten Reibelaute, der englischen Sprache bezeichnet. Der Ausdruck „th-Laut“ stammt von der orthografischen Realisierung im modernen Englisch mit dem Digraphen ⟨th⟩. In der altenglischen Sprache wurde heutiges ⟨th⟩ durch einen eigenen Buchstaben realisiert, austauschbar Þ/þ oder Ð/ð.
Es gibt zwei Arten von th-Lauten:
- „Stimmhafter th-Laut“, d. h. stimmhafter dentaler Frikativ [ð], wie in engl. „the“, „that“, „clothing“, „father“.
- „Stimmloser th-Laut“, d. h. stimmloser dentaler Frikativ [θ], wie engl. „thanks“, „both“, „myths“, „thought“, „thread“.

In manchen Wörtern wird das ⟨th⟩, je nach Dialekt, mal als stimmhafter und mal als stimmloser dentaler Frikativ realisiert. Beispielsweise kann das englische Wort with sowohl /wɪð/ als auch /wɪθ/ ausgesprochen werden.
In verschiedenen englischen Dialekten wird das ⟨th⟩ abweichend ausgesprochen. So ist für das Londoner Cockney, Estuary English, aber auch die Dialekte im nördlichsten Teil Neuseelands (Northland) sowie manche Sprecher von afroamerikanischem Englisch eine Verschiebung zu labiodentalen Frikativen /f/ und /v/ typisch (z. B. bovver statt bother, nuffin’ statt nothing). In anderen Dialekten wird der th-Laut hingegen durch alveolare Plosive, also /d/ und /t/, ersetzt. Dies ist charakteristisch für afroamerikanisches Englisch, die englischen Dialekte der Karibik und Westafrikas (Nigeria, Liberia), aber auch Philadelphia. Viele Sprecher des New Yorker und Bostoner Dialekts, des irischen und des indischen Englisch verwenden für ⟨th⟩ dentale Plosive (/d̪/ und /t̪/).
Die th-Laute haben im Deutschen keine Entsprechung. Ihre korrekte Aussprache sowie die Unterscheidung zwischen stimmhafter und stimmloser Variante fallen deutschen Muttersprachlern oft schwer. Diese neigen dazu, sie ähnlich dem deutschen ⟨s⟩ (stimmlos oder stimmhaft, also /s/ oder /z/) auszusprechen, was wiederum für Englischsprecher eines der auffälligsten und am häufigsten imitierten Merkmale eines deutschen Akzents ist.
Die englische Sprache zählt mit Isländisch zu den einzigen lebenden germanischen Sprachen, die die Laute /ð/ und /θ/ bewahrt haben. Es gibt darüber hinaus noch weitere Sprachen, in denen die Laute /ð/ und /θ/ auftreten; zu den in Europa bekannteren zählen Neugriechisch, Albanisch, Spanisch und Arabisch.